# EndNote
EndNote es un paquete informático de gestión de referencias, usado para manejar listados bibliográficos y citas al escribir ensayos y artículos. Es desarrollado por Clarivate Analytics que lo compró de Thomson Reuters en 2016.

## Características
El programa agrupa los datos bibliográficos en «bibliotecas» con extensión de archivo *.enl y una carpeta correspondiente de *.data. Hay varias maneras de agregar una referencia a una biblioteca: manualmente, exportando, importando, etc. El programa presenta al usuario una ventana que contiene un menú drop-down para seleccionar el tipo de referencia que se requiera (libro, artículo periodístico, película, etc.), y los campos asociados con ese registro, tanto en general (autor, título, año, etc.) como los relacionados con un tipo de referencia en particular (número de ISBN, para publicaciones, duración, para películas, etc.).
Es posible exportar e importar referencias entre el EndNote y otros programas. Esto permite al usuario manejar listados con múltiples referencias, ahorrando la tarea de la carga manual. En algunos servicios de indexación de bases de datos, como PubMed, o determinados buscadores, como Google Académico, es posible importar directamente las referencias de un artículo consultado.